# Светска економија за почетнике
Светска економија за почетнике: Планетарни финансијски цунами је књига економских анализа Часлава Кузмановића посвећена светској економској кризи започетој 2008. и њеним последицама по српску привреду и друштво.
Књигу је објавила београдска кућа „Еверест медиа“ 2013. године, у едицији „Економске теме“. Аутор карикатуре на предњој корици је угледни карикатуриста и стрипар Лазо Средановић, а портрет аутора на задњој корици је урадио уметник млађе генерације Владимир Матић Куриљов.
Аутор је у истој едицији објавио и књигу Српска економија за почетнике: Време патогених експерата, посвећену домаћим економским и друштвеним проблемима.